# Lhota pod Hořičkami
Lhota pod Hořičkami település Csehországban, Náchodi járásban. Lhota pod Hořičkami Vestec, Žernov, Hořičky, Brzice, Litoboř, Chvalkovice és Slatina nad Úpou településekkel határos. Lakosainak száma 273 fő (2024. január 1.).

## Népesség
A település lakosságának változását az alábbi diagram mutatja:
| Lakosok száma | 978  | 763  | 633  | 440  | 275  | 246  | 301  | 302  | 284  | 273  |
|               | 1869 | 1890 | 1921 | 1950 | 1980 | 2001 | 2017 | 2019 | 2022 | 2024 |